# Drniš
Drniš es una ciudad de Croacia ubicada en el condado de Šibenik-Knin.

## Geografía
Se encuentra a una altitud de 294 m s. n. m. a 361 km de la capital nacional, Zagreb.

## Demografía
En el censo 2011 el total de población fue de 7498 habitantes, distribuidos en las siguientes localidades:
- Badanj - 280
- Biočić - 129
- Bogatić - 94
- Brištane - 174
- Drinovci - 164
- Drniš - 3 144
- Kadina Glavica - 215
- Kanjane - 3
- Kaočine - 203
- Karalić - 108
- Ključ - 162
- Kričke - 235
- Lišnjak - 2
- Miočić - 70
- Nos Kalik - 1
- Pakovo Selo - 236
- Parčić - 119
- Pokrovnik - 220
- Radonić - 412
- Sedramić - 206
- Siverić - 499
- Širitovci - 191
- Štikovo - 45
- Tepljuh - 121
- Trbounje - 225
- Velušić - 90
- Žitnić - 150

| Gráfica de población de Drniš 1857-2011                             |
|                                                                     |
| Según los censos de población de la oficina estadística de Croacia. |